# راسيل ويليامسون
راسيل ويليامسون (بالإنجليزية: Russell Williamson)‏ هو لاعب كرة قدم بريطاني في مركز الوسط، ولد في 17 مارس 1980 في Loughton ‏ في المملكة المتحدة. لعب مع نادي ويمبلدون.